# Castillo de Aitzorrotz
El castillo de Aitzorrotz, Atxorrotx o Aizorroz (en euskera, Aitzorrotzeko gaztelua) fue un castillo del Reino de Navarra situado en el territorio histórico de Guipúzcoa sobre un roquedo puntiagudo y escarpado, cuyas características le dan su nombre, perteneciente al municipio de Escoriaza. Desde allí, se divisa la comarca y bajo el castillo discurría el paso de Arlabán, una de las principales vías para ir de Álava a la costa guipuzcoana. Se ubicaba en lo alto del monte del mismo nombre a 736 metros de altitud y dominaba del Valle de Léniz.
Sobre los restos de la fortaleza se construyó en el siglo XVI la ermita de la Santa Cruz.

## Historia
La primera referencia al castillo de Aitzorrotz es en 1181, cuando Sancho VI de Navarra establece la tenencia con nombre Alava-Guipúzcoa para dirigir el territorio guipuzcoano. Este esquema se mantiene hasta 1199, año en el que se crea la de San Sebastián, dividiendo Guipúzcoa en dos tenencias del Reino de Navarra.
En 1199, Alfonso VIII de Castilla ocupa el castillo dentro de la campaña que terminará con la anexión de Álava, Guipúzcoa y el Duranguesado por parte de Castilla. Es entonces cuando la importancia del enclave va decreciendo hasta su abandono en el siglo XV. La supresión de su carácter de tenencia y la consecuente ausencia de la autoridad real en el territorio fortalecieron el poder nobiliario de la zona, dando lugar a episodios cruentos entre oñacinos y gamboínos en el marco de las guerras de bandos.
Es más que probable que el lugar se volviese a utilizar en conflictos posteriores como la Primera Guerra Carlista.

## Descripción
De acuerdo a sucesivas intervenciones arqueológicas, el castillo construido sobre la peña rocosa se componía de dos niveles: el inferior desde el que se accedía y el superior con la torre principal y un gran aljibe.

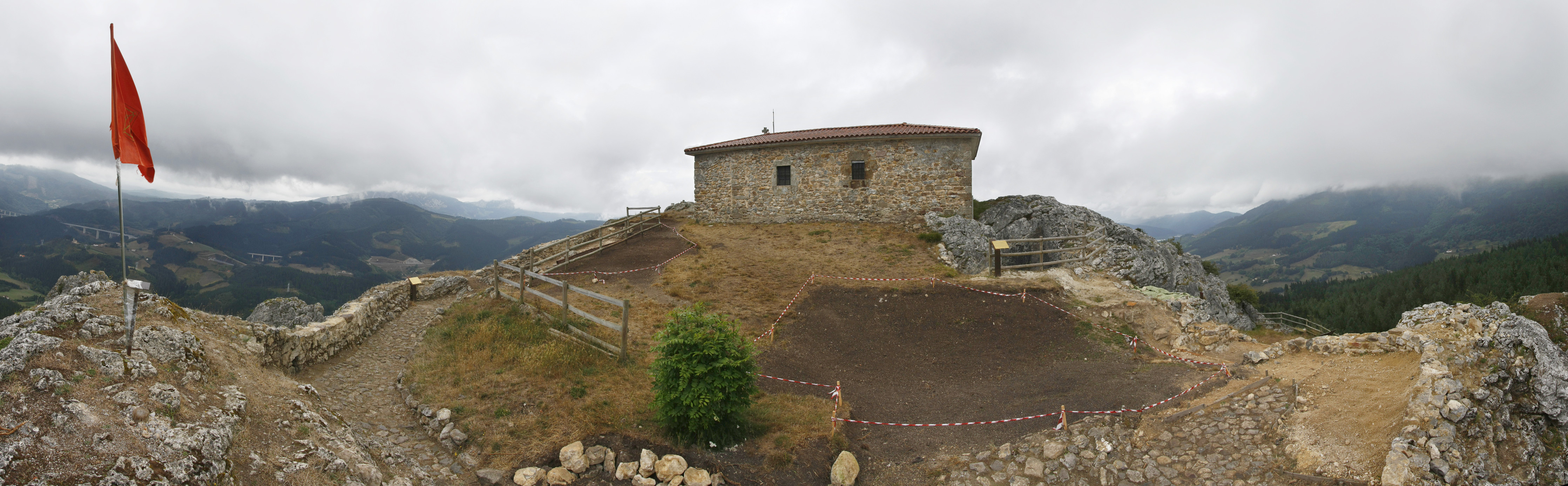
Prospecciones del castillo de Aitzorrotz y ermita de la Santa Cruz.